# Ertuğrul Osman

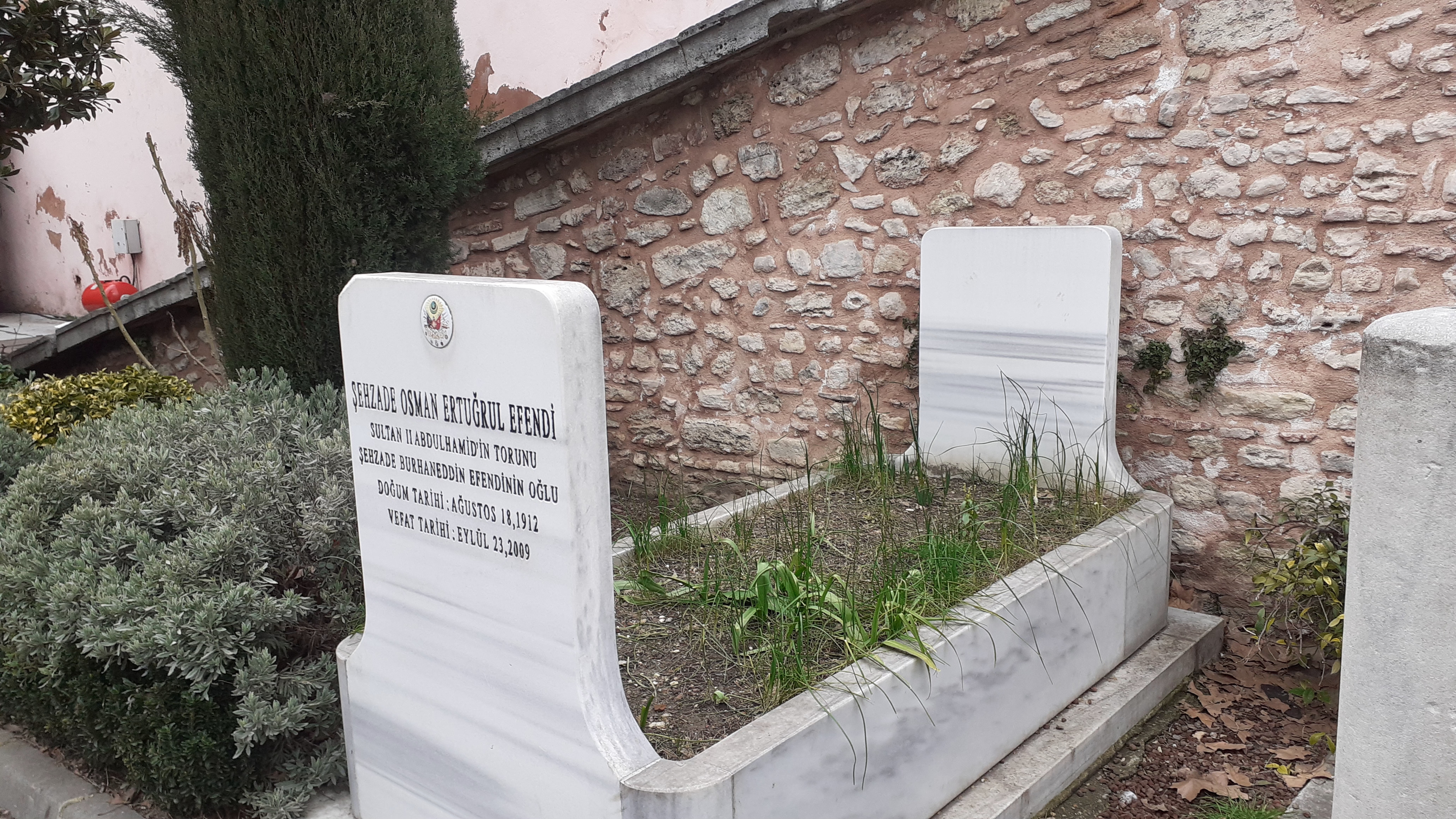
Ertuğrul Osmans Grab

Ertuğrul Osman (osmanisch ارطغرل عثمان, * 18. August 1912 in Istanbul; † 23. September 2009 ebenda) war Oberhaupt des Hauses Osman, welches das Osmanische Reich regierte. Infolge der Aufhebung des Sultanats 1922 und des Kalifats 1924 musste die Familie die neugegründete Republik verlassen.

## Leben
Ertuğrul Osman wurde im Yıldız-Palast in Istanbul als jüngster Sohn von Prinz Muhammed Burhaneddin Efendi aus der Ehe mit seiner zweiten Ehefrau Aliye Melik Nazlıyar Hanım Efendi, einer Tochter von Hüseyin Bey, geboren. Er ist der Enkel Sultan Abdülhamids II. Seine Ausbildung erhielt er an der Theresianischen Akademie in Wien und am Institut d’études politiques de Paris. 1924 erhielt er während seiner Schulzeit in Wien die Nachricht, dass alle Mitglieder der Sultansfamilie ins Exil gehen müssten. Seit 1933 lebte er in den Vereinigten Staaten, zuletzt in Manhattan. 1991 heiratete er Zeynep Tarzi, die Tochter Abdulfettah Tarzis, eines Neffen des früheren afghanischen Königs Amanullah Khan, und Pakize Tarzis, einer türkischen Gynäkologin aus einer osmanischen Familie. 1992 besuchte er erstmals wieder die Türkei. Am 12. März 1994 wurde er mit dem Tod seines Vorgängers Mehmed Orhan Efendi dreiundvierzigstes Oberhaupt des Hauses Osman. 2004 erhielt er die türkische Staatsbürgerschaft und nahm „Osman“ als Nachnamen an.
Ertuğrul Osman verstarb am 23. September 2009 in Istanbul an Nierenversagen. Das Totengebet wurde mit hoher Beteiligung in der Sultan-Ahmed-Moschee verrichtet.